# Burg Hohennagold
Die Burg Hohennagold ist die Ruine einer Höhenburg in der Stadt Nagold im Landkreis Calw in Baden-Württemberg in Deutschland.

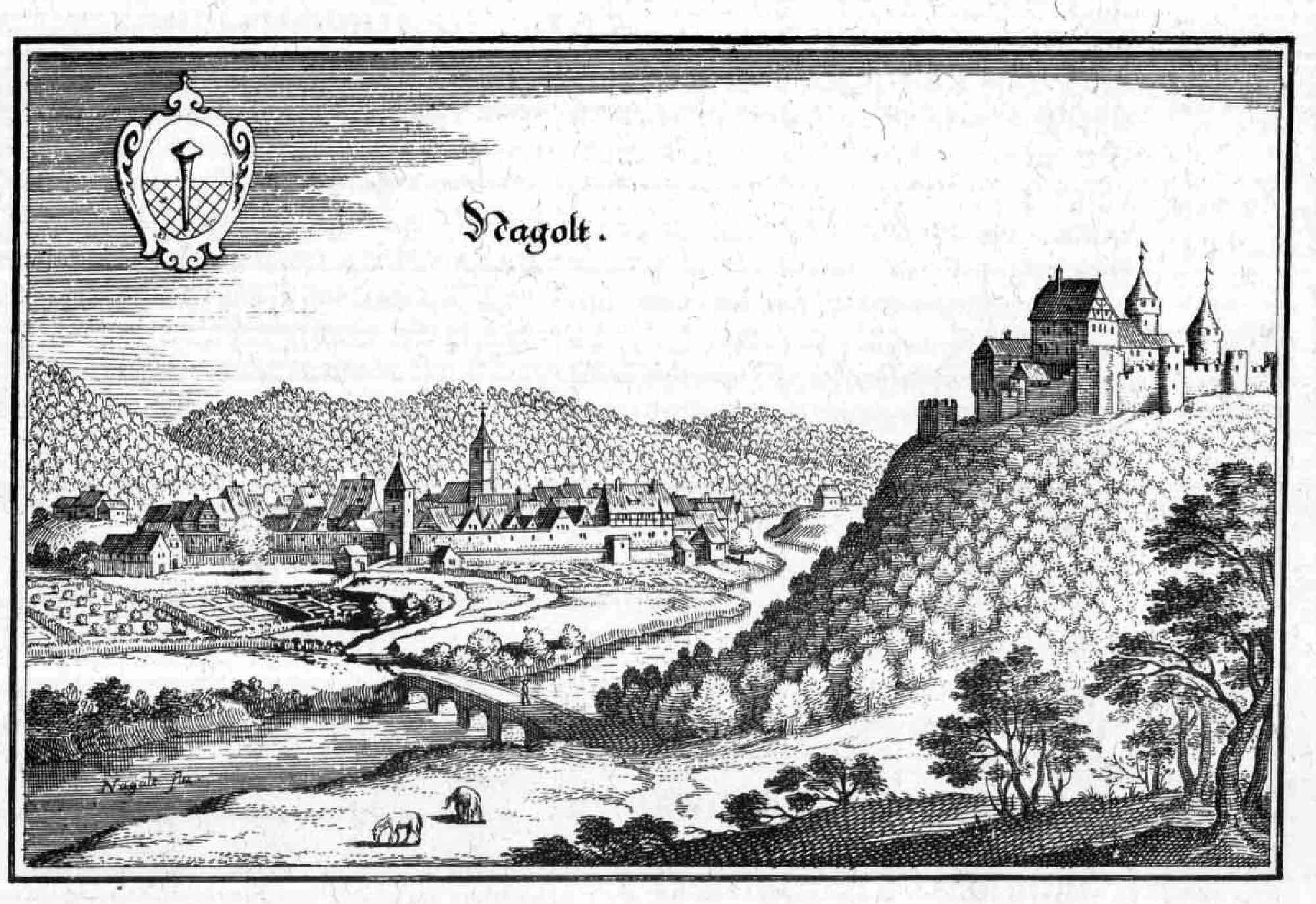
Nagold und die Burg um 1650

## Geographische Lage
Die Ruine steht auf dem 529,8 m ü. NHN hohen Nagolder Schlossberg, einem Südsporn im Knie des hier eine etwa 135°-Kurve nach Norden schlagenden Flusses Nagold, der wenige Kilometer zuvor aus dem nordöstlichen Schwarzwald heraustritt in die weite Kulturlandschaft des Gäus nordwestlich des oberen Neckars. Gegenüber dem Porphyrfelsen Schlossberg mündet über 130 Meter tiefer dessen längster und rechter Oberlaufzufluss Waldach.

## Geschichte
Die ursprüngliche erste Burg Hohennagold wurde von den Grafen von Nagold (seit 1145 Pfalzgrafen von Tübingen) um 1100 errichtet. Von 1153 bis 1162 wurde die Burganlage stark erweitert. Aus der Linie der Tübinger Pfalzgrafen entstammte das Geschlecht der Grafen von Montfort.
In der Mitte des 13. Jahrhunderts ging die Burg an die Grafen von Hohenberg über. Ein Zweig dieser Familie nannte sich künftig Grafen von Nagold und baute die Burg im 13. und 14. Jahrhundert zur Residenz aus.
Im Jahr 1363 verkauften sie die Burg an die Grafen von Württemberg, welche die Anlage vor allem im 15. Jahrhundert um den äußeren Zwinger mit Bastionen und Ecktürmen ergänzten und die Burg mit ihren Dienstleuten besetzt hielten.
Zerstört wurde die Burg im Jahr 1645/46 im Zuge des Dreißigjährigen Krieges.

## Anlage
In der Ruine sind noch heute die Grundmauern diverser Bauten des Burgkerns enthalten. Außerdem findet man noch weite Teile der Vorburg mit den Ruinen von Wehrtürmen und dem Zwinger der Vorburg.
Die Schildmauer der Burg ist 2,5 m stark und 10 m hoch. Der Bergfried hat einen Durchmesser von knapp 7,5 m, ist 17 m hoch und 2,5 m stark. Sein Eingang liegt in einer Höhe von 9 m. Der 25 m hohe Wehrturm kann bestiegen werden.
Die Burg ist jederzeit frei zur Besichtigung zugänglich.